# 뉴욕항

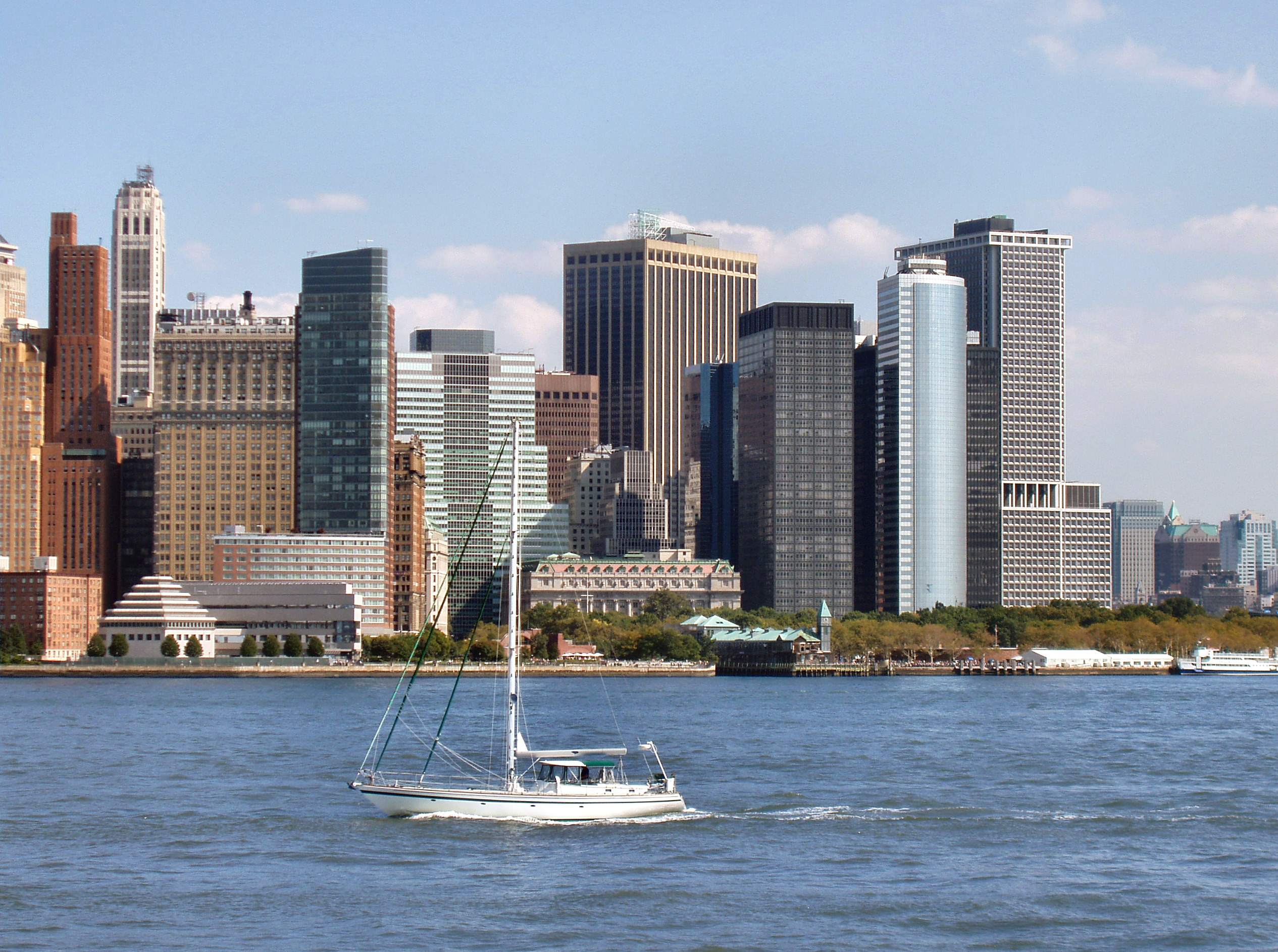
뉴욕 항

뉴욕항(New York Harbor)은 뉴욕 근처의 허드슨강 하구 근처에 있는 강과 만을 같이 부르는 지리적인 용어이다. 협의에서는 어퍼 뉴욕 만만 가리키는 경우가 있다.